# Katrina Kaif
Katrina Kaif ([kəˈʈriːnaː ˈkɛːf]ⓘ en hindi: कैटरीना कैफ़ Katrina Turquotte Hong Kong, 16 de julio de 1983) es una actriz y modelo india que ha ganado notoriedad por su trabajo en varias películas de Bollywood, y ha participado también en películas habladas en télugu y malabar.

## Primeros años y familia
Kaif nació el 16 de julio de 1983, en Hong Kong, de padre cachemir (Mohamed Kaif), y de madre británica (Suzzane Turquotte). Su madre, una abogada graduada de Harvard, que posteriormente se ha dedicado a trabajar en obras de caridad. Sus padres se separaron cuando Kaif era muy joven. Kaif tiene siete hermanos. Su madre la crio en Hawái y más tarde se trasladó al país de origen de su padre, India, aunque en 2009 indicó que no mantiene contacto con él. Étnicamente, Katrina afirmó que es «cien por ciento india».
Algunos miembros de la industria cinematográfica han cuestionado la ascendencia paterna de Kaif. En una entrevista de 2011 con Mumbai Mirror, Ayesha Shroff, acusó a Kaif de inventar su historia: «Creamos una identidad para ella. Ella era una joven inglesa muy bonita, le dimos el padre cachemir y pensamos en llamarla Katrina Kazi. Pensamos en darle algún tipo de ascendencia india, para conectar con la audiencia... Pero luego pensamos que Kazi sonaba demasiado... ¿religioso? ... Mohammad Kaif estaba en la cima y por eso dijimos: Katrina Kaif suena realmente genial». Kaif lo negó y calificó los comentarios de Shroff de «hirientes».

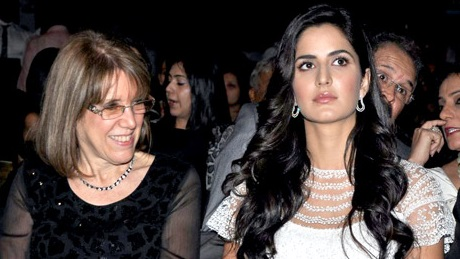
Kaif con su madre en los People's Choice Awards India, 2012

Como la madre de Kaif es una activista social, la familia se mudó a varios países durante distintos períodos de tiempo. Por lo tanto, Kaif y sus hermanos fueron educados en casa por una serie de tutores. Ella dijo:

Nuestras transiciones durante nuestro crecimiento fueron: de Hong Kong, donde nací, a China, luego a Japón, y de Japón en barco a Francia... Después de Francia, Suiza (y estoy excluyendo a muchos países de Europa del Este, donde estuvimos sólo unos meses cada uno), luego Polonia en Cracovia... Después de eso fuimos a Bélgica, luego a Hawái, que fue un corto tiempo, y luego vinimos a Londres.

Kaif vivió en Londres durante tres años antes de mudarse a la India. A los 14 años, Kaif ganó un concurso de belleza en Hawái y recibió su primer encargo de modelo en una campaña de joyería. Posteriormente modeló profesionalmente en Londres, trabajó para agencias independientes y apareció regularmente en la Semana de la Moda de Londres. Durante este período, visitó la India por primera vez después de que un amigo asiático le sugirió que hicieran un viaje allí.

## Filmografía
- Todas las películas están en hindi, a menos que se indique lo contrario.

| Año  | Título                     | Rol                     | Notas                                                | Ref.          |
| ---- | -------------------------- | ----------------------- | ---------------------------------------------------- | ------------- |
| 2003 | Boom                       | Rina Kaif               |                                                      | [ 16 ]        |
| 2004 | Malliswari                 | Malliswari              | Película en télugu                                   | [ 17 ]        |
| 2005 | Sarkar                     | Pooja                   |                                                      | [ 18 ]        |
| 2005 | Maine Pyaar Kyun Kiya?     | Sonia Bharadwaj         |                                                      | [ 19 ]        |
| 2005 | Allari Pidugu              | Swathi                  | Película en télugu                                   | [ 20 ]        |
| 2006 | Humko Deewana Kar Gaye     | Jia Yashvardhan         |                                                      | [ 21 ]        |
| 2006 | Balram vs. Tharadas        | Supriya Menon           | Película en malabar                                  | [ 22 ]        |
| 2007 | Namastey London            | Jasmeet «Jazz» Malhotra |                                                      | [ 23 ]        |
| 2007 | Apne                       | Nandini                 |                                                      | [ 24 ]        |
| 2007 | Partner                    | Priya                   |                                                      | [ 25 ]        |
| 2007 | Welcome                    | Sanjana                 |                                                      | [ 26 ]        |
| 2008 | Race                       | Sophia                  |                                                      | [ 27 ]        |
| 2008 | Singh Is Kinng             | Sonia Singh             |                                                      | [ 28 ]        |
| 2008 | Hello                      | Angel                   | Cameo                                                | [ 29 ]        |
| 2008 | Yuvvraaj                   | Anushka                 |                                                      | [ 30 ]        |
| 2009 | New York                   | Maya Sheikh             |                                                      | [ 31 ]        |
| 2009 | Blue                       | Nikita/Nikki            | Cameo                                                | [ 32 ]        |
| 2009 | Ajab Prem Ki Ghazab Kahani | Jennifer «Jenny» Pinto  |                                                      | [ 33 ]        |
| 2009 | De Dana Dan                | Anjali Kakkar           |                                                      | [ 34 ]        |
| 2010 | Raajneeti                  | Indu Pratap             |                                                      | [ 35 ]        |
| 2010 | Tees Maar Khan             | Aanya                   |                                                      | [ 36 ]        |
| 2011 | Zindagi Na Milegi Dobara   | Laila                   |                                                      | [ 37 ]        |
| 2011 | Bodyguard                  | Ella misma              | Aparición especial en la canción «Bodyguard»         | [ 38 ]        |
| 2011 | Mere Brother Ki Dulhan     | Dimple Dixit            |                                                      | [ 39 ]        |
| 2012 | Agneepath                  | Sin nombre              | Aparición especial en la canción «Chikni Chameli»    | [ 40 ]        |
| 2012 | Ek Tha Tiger               | Zoya                    |                                                      | [ 41 ]        |
| 2012 | Jab Tak Hai Jaan           | Meera Thapar            |                                                      | [ 42 ]        |
| 2013 | Main Krishna Hoon          | Ella misma              | Cameo                                                | [ 43 ]        |
| 2013 | Bombay Talkies             | Ella misma              | Aparición especial en el segmento «Sheila Ki Jawani» | [ 44 ]        |
| 2013 | Dhoom 3                    | Aaliya                  |                                                      | [ 45 ]        |
| 2014 | Bang Bang!                 | Harleen Sahni           |                                                      | [ 46 ]        |
| 2015 | Phantom                    | Nawaz Mistry            |                                                      | [ 47 ]        |
| 2016 | Fitoor                     | Firdaus                 |                                                      | [ 48 ]        |
| 2016 | Baar Baar Dekho            | Diya Kapoor             |                                                      | [ 49 ]        |
| 2017 | Jagga Jasoos               | Shruti Sengupta         |                                                      | [ 50 ]        |
| 2017 | Tiger Zinda Hai            | Zoya                    |                                                      | [ 51 ]        |
| 2018 | Welcome to New York        | Ella misma              | Cameo                                                | [ 52 ]        |
| 2018 | Thugs of Hindostan         | Suraiyya                |                                                      | [ 53 ]        |
| 2018 | Zero                       | Babita Kumari           |                                                      | [ 54 ] [ 55 ] |
| 2019 | Bharat                     | Kumud Raina             |                                                      | [ 56 ]        |
| 2021 | Sooryavanshi               | Dr. Ria Gupta           |                                                      | [ 57 ]        |
| 2022 | Phone Bhoot                | Ragini Maheshwari       |                                                      | [ 58 ]        |
| 2023 | Tiger 3                    | Zoya                    |                                                      | [ 59 ]        |
| 2024 | Merry Christmas            | Maria                   | Rodada simultáneamente en tamil.                     | [ 60 ]        |